# Гаймо Пфайфенбергер
Гаймо Пфайфенбергер (нім. Heimo Pfeifenberger, нар. 29 грудня 1966, Цедерхаус, Австрія) — австрійський футболіст, що грав на позиції півзахисника. По завершенні ігрової кар'єри — тренер. З 2020 року очолює тренерський штаб команди «Судува».
Виступав, зокрема, за клуб «Аустрія» (Зальцбург), а також національну збірну Австрії.
Дворазовий чемпіон Австрії.

## Клубна кар'єра
Вихованець футбольної школи клубу «Цедергаус».
У дорослому футболі дебютував 1985 року виступами за команду клубу «Аустрія» (Зальцбург), в якій провів три сезони, взявши участь у 30 матчах чемпіонату.
Згодом з 1988 по 1998 рік грав у складі команд клубів «Рапід» (Відень), «Аустрія» (Зальцбург) та «Вердер». Протягом цих років двічі виборював титул чемпіона Австрії.
1998 року знову повернувся до «Аустрії» (Зальцбург), за яку відіграв сім сезонів. Завершив професійну кар'єру футболіста виступами за цю команду 2005 року.

## Виступи за збірну
1989 року дебютував в офіційних матчах у складі національної збірної Австрії. Протягом кар'єри у національній команді, яка тривала 10 років, провів у формі головної команди країни 40 матчів, забивши 9 голів.
У складі збірної був учасником чемпіонату світу 1990 року в Італії, чемпіонату світу 1998 року у Франції.

## Кар'єра тренера
Розпочав тренерську кар'єру відразу ж по завершенні кар'єри гравця, 2005 року як тренер молодіжної команди клубу «Ред Булл», де пропрацював з 2005 по 2007 рік.
В подальшому очолював команди клубів «Гредіг», «СПГ Аксамс-Гетценс» та «Вінер-Нойштадт», а також входив до тренерського штабу молодіжної збірної Австрії.
З 2015 року очолює тренерський штаб команди «Вольфсбергер».

## Досягнення
- Чемпіон Австрії (2):

«Аустрія» (Зальцбург): 1993–1994, 1994–1995
- Володар Суперкубка Австрії (3):

«Рапід» (Відень): 1988
«Аустрія» (Зальцбург): 1994, 1995
- Найкращий футболіст Чемпіонату Австрії (1):

«Аустрія» (Зальцбург): 1993–1994